# Michael Zorc
Michael Zorc (Dortmund, 25 de agosto de 1962) é um ex-futebolista alemão, que atualmente é diretor-esportivo do Borussia Dortmund.

## Carreira
Após jogar nas categorias de base do TuS Eving-Lindenhorst entre 1969 e 1978, Zorc (apelidado de "Susi" por sempre jogar de cabelos compridos) chegou ao Borussia Dortmund em 1978, estreando profissionalmente em outubro de 1981, contra o Werder Bremen.
Em 17 anos defendendo a equipe aurinegra, o meia é o recordista de jogos com 581 partidas e marcou 161 gols, fazendo dele o segundo maior artilheiro. Somando as competições em que esteve presente, Zorc atuou em mais de 600 jogos. Encerrou sua carreira em 1998, aos 35 anos, tornando-se diretor-esportivo do Borussia, função que exerce até hoje.

## Títulos
Borusia Dortmund
Copa intercontinental: 1997
Liga dos Campeões da UEFA de 1996-1997
Bundesliga: 1994/1995, 1995/96
Copa da Alemanha: 1988/89 
Supercopa da Alemanha :1989, 1995 e 1996

## Seleção
Pela Seleção Alemã de Futebol principal, Zorc defendeu a equipe em apenas 7 jogos entre 1992 e 1993. Na década de 80, atuou pelas seleções sub-21 (6 partidas entre 1982 e 1983, com 2 gols), B (uma partida em 1986) e olímpica (5 jogos em 1988).